# Pauly (Familienname)
Pauly ist ein deutscher Familienname.

## Namensträger
- Adrienne Pauly (* 1977), französische Schauspielerin und Rocksängerin
- Alfredo Pauly (* 1955), deutscher Modedesigner
- Alois Pauly, deutscher Steinhauermeister in Solingen
- August Pauly (Zoologe) (1850–1914), deutscher Zoologe und Philosoph
- August Friedrich Pauly (1796–1845), deutscher Altphilologe
- Charlotte E. Pauly (1886–1981), deutsche Malerin und Schriftstellerin
- Charly Pauly († 2006), deutscher Luftbildfotograf und Pilot
- Daniel Pauly (* 1946), französischer Meeresbiologe
- Dieter Pauly (1942–2024), deutscher Fußballschiedsrichter
- DJ exel. Pauly (Markus Pauli; * 1978), deutscher DJ
- Edgar Pauly (1880–1951), deutscher Schauspieler
- Erik Pauly (* 1970), deutscher Politiker
- Ferdinand Pauly (1917–1992), deutscher Theologe und Kirchenhistoriker
- Franz Pauly (1837–1913), deutscher Maler
- Franz-Josef Pauly (1949–2025), deutscher Fußballspieler
- Friedrich Pauly (Autor) (1875–1954), deutscher Autor, Übersetzer und Landrat
- Friedrich Seestern-Pauly (1789–1866), deutscher Verwaltungsjurist
- Georg Pauly (Baurat) (1865–1951), Stadtbaurat in Kiel
- Georg Pauly (Dramaturg) (auch Jorge Pauly; 1883–1950), deutscher Dramaturg, Theaterwissenschaftler und Hochschullehrer
- Georg Pauly (Politiker) (1928–2004), deutscher Politiker (SPD)
- Gisa Pauly (* 1947), deutsche Schriftstellerin und Drehbuchautorin
- Hans Pauly (1928–2004), deutscher Physiker
- Harry Pauly (1914–1985), deutscher Schauspieler, Intendant und Dramatiker
- Heinrich Pauly (1884–1970), deutscher akademischer Bildhauer
- Hedwig Pauly-Winterstein (1866–1965), deutsche Schauspielerin
- Henning Pauly (* 1975), deutscher Musiker, Musikproduzent, Gitarrist und Youtuber
- Hermann Pauly (1870–1950), deutscher Chemiker und Erfinder
- Hubert Joseph Pauly (1781–1854), Kaufmann und Abgeordneter
- Jacob Rudolph Pauly (1850–1919), deutscher Kaufmann, Weingutsbesitzer und Politiker (Zentrum), MdR
- John W. Pauly (1923–2013), US-amerikanischer General der Air Force
- Judith Pauly-Bender (* 1957), deutsche Politikerin (SPD)
- Julius Pauly (1901–1988), deutscher Jurist und Politiker (NSDAP)
- Karl Johann Pauly (1904–1970), deutscher Politiker (CDU)
- Ladi-Joseph Pauly (1892–nach 1934), deutscher paramilitärischer Aktivist und SA-Führer
- Lothar Pauly (* 1959), deutscher Manager
- Matthias Seestern-Pauly (* 1984), deutscher Politiker (FDP), MdB
- Max Pauly (Optiker) (1849–1917), deutscher Lebensmittelchemiker, Industrieller und Optiker
- Max Pauly (Politiker) (1876–1934), österreichischer Politiker (GDVP)
- Max Pauly (SS-Mitglied) (1907–1946), deutscher SS-Standartenführer
- Michel Pauly (* 1952), luxemburgischer Historiker
- Paul Pauly (1901–1973), französischer Politiker
- Peter Pauly (1917–2021), deutsch-namibischer Theologe
- Rebecca Pauly (* 1954), französische Schauspielerin
- Reinhard G. Pauly (1920–2019), US-amerikanischer Musikwissenschaftler
- Rose Pauly (Sängerin) (1894–1975), ungarische Sängerin (Sopran)
- Rose Pauly (Politikerin) (* 1938), deutsche Politikerin (FDP)
- Stefan Pauly, deutscher Flottillenadmiral
- Stephan Pauly (Jurist) (* 1958), deutscher Rechtsanwalt und Autor
- Stephan Pauly (Kulturmanager) (* 1972), deutscher Kulturmanager und Intendant
- Ulrich Pauly, deutscher Japanologe und Autor
- Walter Pauly (Landrat) (1871–1959), deutscher Verwaltungsjurist
- Walter Pauly (Jurist) (* 1960), deutscher Rechtswissenschaftler
- Walter Seestern-Pauly (1829–1888), deutscher Jurist
- Wolfgang Pauly (1876–1934), Schachspieler
- Wolfgang Pauly (Theologe) (* 1954), deutscher römisch-katholischer Theologe